# Oliveira dos cen anos
Oliveira Dos Cen Anos, es el nombre que recibe el himno creado en honor al centenario del Real Club Celta de Vigo. El tema fue compuesto en 2023 por Antón Álvarez Alfaro, conocido profesionalmente como C. Tangana, acompañado por Pablo Drexler, Cristian Quirante Catalán, Xosé Lois Romero, Xisco Feijoó, Simeón Cantó Gavira y Quico Comesaña, producido por, Álvarez, Drexler, Quirante y Harto Rodríguez, e interpretado por la Coral Casablanca, As Lagharteiras, Lilaina, Cantó, Drexler, Quirante, y con voces de los aficionados de la peña Tropas de Breogán. El tema fue grabado en los estudios Planta Sónica de Vigo y Disquesi en La Coruña y está escrito enteramente en gallego.

## Historia
En 2021, la cuenta de Twitter de Radio Vigo preguntaba a sus seguidores que artista quería que compusiese el himno del centenario del Celta. En la encuesta ofrecían 4 opciones, Iván Ferreiro, Siniestro Total, Carlos Nuñez y Tony Lomba y Eladio. En un momento de aburrimiento, en el que Álvarez estaba mirando las redes, se decide a responder con un tuit en el que pregunta «Puedo intentarlo?» Aunque Álvarez no le dio más importancia, pronto se generó un debate en redes sobre si un artista madrileño podría componer el himno de un club gallego, y se cuestionaba si Álvarez era realmente seguidor del equipo. Diversos medios se hicieron eco de su tentativa. Ante las críticas Álvarez dijo «[...] si la afición no quiere, yo paso....pero si a la peña le mola voy a hacer un himno que esté to' guapo.» A lo largo del año, el artista hizo varias referencias al equipo a través de sus redes sociales. En 2022, el presidente del equipo, Carlos Mouriño, confirmó que se habían puesto en contacto con el artista, pero no desveló si había sido elegido para la creación del himno. El 23 de agosto de ese año, Álvarez, que estaba dando un concierto en la ciudad, felicitó al club por su 99 aniversario. A inicios de 2023, el club anunció que en el himno estaban involucrados «celtistas de gran talento» y que saldría en primavera. Al mes siguiente, Álvarez fue revelado como el artista encargado del himno, mediante una lona colgada en el centro de la ciudad, en la que figuraba el tuit en el que se postulaba para realizarlo.

## Composición
El mismo día en el que se confirma su participación en el himno, Álvarez llega a Vigo, y pasa dos semanas en la ciudad y alrededores para contactar con artistas locales y realizar una investigación de la música tradicional gallega.
En el mes de diciembre, comenzó la producción del himno. Durante la investigación, Álvarez, contó con la ayuda del escritor Pedro Feijoo y los artistas de folk gallego Rodrigo Romaní y Alfredo Dourado.

## Letra
La letra contiene menciones a elementos representativos de la cultura Gallega, Viguesa, y del club. Las menciones al color azul y celeste representan el color principal del equipo y de la bandera gallega. En el primer verso la línea «Que fácil é confundilos/cas ondas do mar de Vigo» es una referencia directa al poema Ondas do mar de Vigo del trovador gallego Martín Codax. La frase «Un escudo no meu peito», proviene de la canción, Unhas cores, un sentimento, del grupo vigués Keltoi!, esta canción está considerada por la afición como el himno no oficial del equipo. «Oliveira dos cen anos» referencia al Escudo de Vigo y al propio centenario del equipo.

## Recepción
Diversos medios internacionales se hicieron eco del himno después de su lanzamiento, The New York Times, incluyó a Oliveira Dos Cen Anos en su lista de las 10 canciones más destacadas de la semana, al igual que Billboard en una lista similar. El mismo medio lanzó una encuesta para decidir cual de las canciones era la favorita de los lectores, con Oliveira acabando en primer puesto. El periódico británico The Guardian describió la canción como "El resultado de una intensa investigación y moderno pop nous, fusionando tradición y modernidad para crear lo que podría ser uno de los himnos futbolísticos mas artísticamente ambiciosos de los ultimos tiempos".

## Premios y reconocimientos
- Premio de la Cultura Gallega en la categoría de Proyección Exterior, galardón otorgado por la Xunta de Galicia en 2025.[18]

- Premio ADCE Genius Loci Award, siendo calificado por los miembros del jurado el himno futbolístico «más ambicioso de la historia».[19][20]

- Oro en tres categorías en el Festival Internacional de la Creatividad Cannes Lions.[21]

- Ocho galardones en los Premios Nacionales de Creatividad.[22]

- Dos premios de la Academia de la Música de España.[23]

- Premio Platino en el Festival El Sol.[24]

- Ganador en la categoría de mejor videoclip en los Premios Mestre Mateo.[25]

- Nominado al mejor videoclip en los Premios Grammy Latinos.[26]

- Ganador en la categoría de Proyección Exterior en los Premios Nacionales de la Cultura Gallega de 2024.[27]